# Анна-Буша
Анна-Буша (Євфимія) (початок XIV ст. — до 1349) — руська княгиня з династії Романовичів, донька останнього князя з династії та дружина литовського князя Любарта Гедиміновича, шлюб з якою дозволив останньому претендувати на спадщину Королівства Русі.

## Походження
Походження Анни-Буші залишається дискусійним. Хроніка литовська і жемайтська підтверджує, що дружиною Любарта є донька володимирського князя, але без вказання імені батька. Найвірогідніше, княгиня була донькою князя Андрія Юрійовича, якого й вважають літописним князем Володимиром. Михайло Грушевський вважає Анну-Бушу донькою Юрія-Болеслава Тройденовича та його дружини Євфимії Гедимінівни, однак, за таких обставин княжна була б племінницею Любарта і не могла б вступити з ним в шлюб. Леонтій Войтович вважає княгиню донькою Лева Юрійовича, а ім'я Буша є скороченням від імені Богуслава, що підтверджує польське походження матері княгині. Ігор Мицько вважає, що перша дружина князя Любарта не походила з династії Романовичі. Науковець вважає, що дружина Гедиміна, Євна Полоцька, походила з родини руських князів. На думку Фелікса Шабульдо, більш вірогідним видається припущення польського історика Яна Тенговського, який уважає, що першою дружиною могла бути донька чи сестра князя Данила Острозького, а шлюб, найімовірніше, мав місце незадовго до 1328-го і тоді ж Любарт мусив прийняти православ'я й церковне ім'я Дмитро[джерело?] (Геронім Граля вважав, що Любарт прибрав хресне ім'я на честь тестя — князя Дмитра Острозького хоча Лев Юрійович ймовірно також у хрещенні був Дмитром).

## Сім'я
• Чоловік — Любарт-Дмитро, великий князь волинський і галицький.
• Син — Василь 